# Svenska Lantchips
Svenska Lantchips Aktiebolag är ett svenskt familjeföretag som säljer potatischips av märket Svenska Lantchips. Huvudkontoret är beläget i Södertälje.
Företaget startades 1991 av Signhild Arnegård Hansen och maken Michael. Chipsproduktionen kom igång våren 1992 i ett gammalt mejeri i Ed i Dalsland. 1994 flyttade de till Åmål och 1998 vidare till en fabrik utanför Södertälje. Chipsen säljs nu internationellt och Svenska Lantchips har även en fabrik i USA och kommer inom kort[när?] att öppna produktion i Japan. I USA använder de sig av Jonas Alströmer, som drev fram potatisodlingen i Sverige under 1700-talet, som logotyp för att få fram en skandinavisk känsla.